# Football Club Internazionale Milano 2019-2020
Questa voce raccoglie le informazioni riguardanti il Football Club Internazionale Milano nelle competizioni ufficiali della stagione 2019-2020.

## Stagione

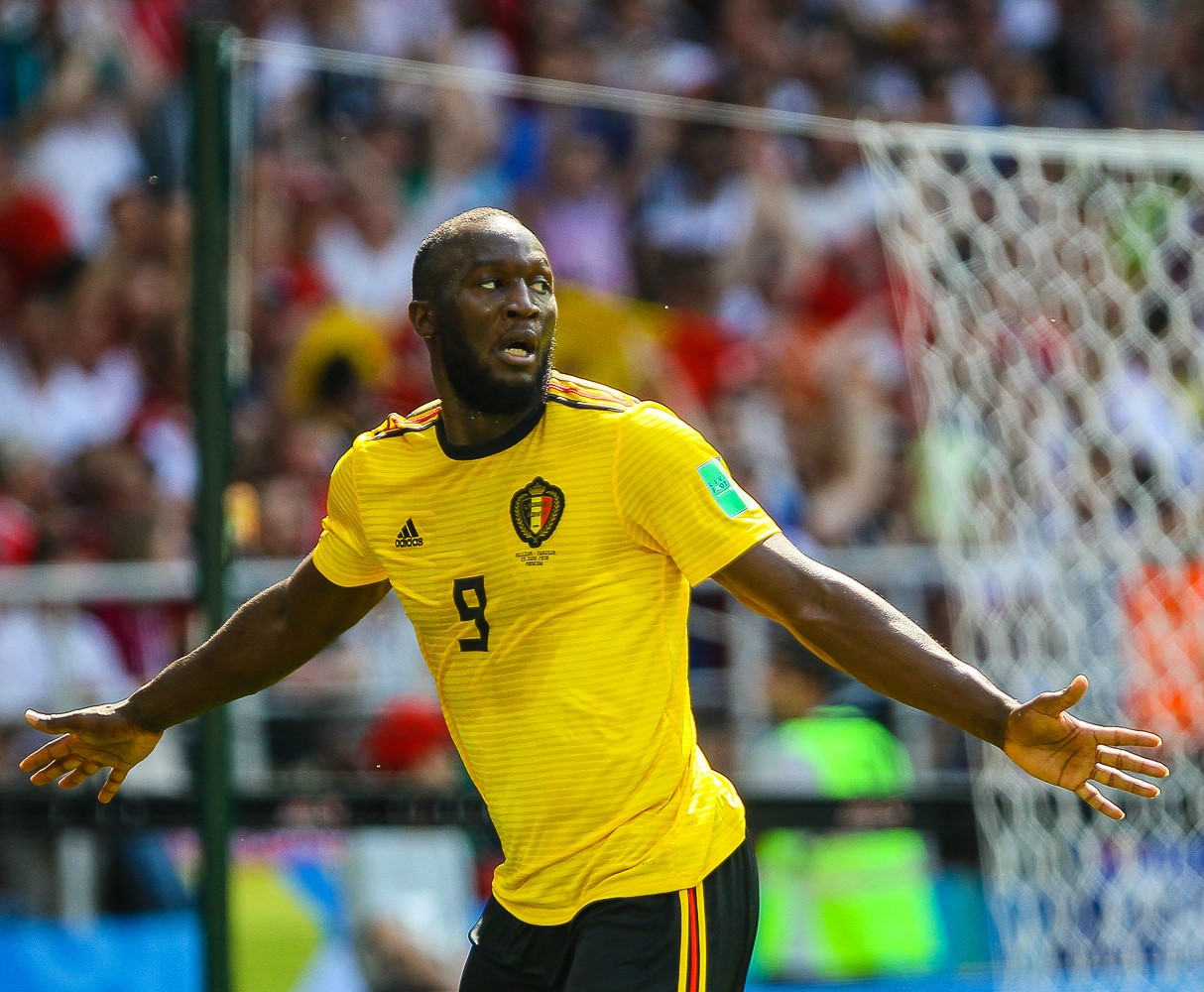
Il centravanti Romelu Lukaku è l'acquisto più oneroso nella storia del club nerazzurro: il nazionale belga, autore di un ottimo impatto nel calcio italiano, chiude con 34 gol in tutte le competizioni.

Dopo il quarto posto ottenuto nel campionato 2018-19, che assicura la partecipazione alla Champions League, la società opta per l'esonero di Luciano Spalletti. Il tecnico toscano viene sostituito da un nome che rinfocola bruscamente la maggiore rivalità del calcio italiano, quello di Antonio Conte, il quale ritorna in Serie A a un lustro di distanza dai successi ottenuti con la Juventus.
Per quanto riguarda il calciomercato estivo, i nerazzurri, dopo aver rinforzato la difesa con lo svincolato Godín, e il centrocampo con gli acquisti di Barella, Sensi, Lazaro e Biraghi, fanno segnare il colpo più oneroso della loro storia acquistando dal Manchester Utd il centravanti della nazionale belga Lukaku; dallo stesso club inglese arriva anche Sánchez in prestito. Tra i partenti di rilievo ci sono Nainggolan e Perišić, ceduti in prestito rispettivamente al Cagliari e al Bayern Monaco, ma soprattutto Icardi, passato al Paris Saint-Germain al culmine di un rapporto logoro con il club nerazzurro. Durante il calciomercato invernale, la squadra viene ulteriormente rinforzata con l'acquisto del trequartista danese Eriksen dal Tottenham e degli esterni Young e Moses, a fronte delle partenze di Lazaro e Politano.
Dopo una buona partenza in campionato — con sei vittorie consecutive che in casa nerazzurra trovavano egual paragone solamente nel 1966-67 —, la squadra lamenta un avvio più difficoltoso in Champions League: costretta al pari casalingo dallo Slavia Praga, cede poi in rimonta sul terreno del Barcellona (affrontato ai gironi per il secondo anno consecutivo). Persa anche la vetta del campionato a causa della sconfitta interna con la Juventus, l'Inter torna a tallonare gli stessi bianconeri. Il percorso continentale è poi complicato dalla battuta d'arresto con il Borussia Dortmund, sconfitto a San Siro ma vittorioso in rimonta tra le mura amiche. Tornata in corsa grazie al successo di Praga, la compagine meneghina riprende la vetta del torneo nazionale al principio di dicembre, sfruttando la crescente intesa e la vena realizzativa mostrata dalla nuova coppia d'attacco Lautaro-Lukaku, ribattezzata giornalisticamente LuLa. Il sipario sulla Champions League è tuttavia calato da un crollo interno coi catalani, circostanza che determina il declassamento in Europa League per effetto del terzo posto.

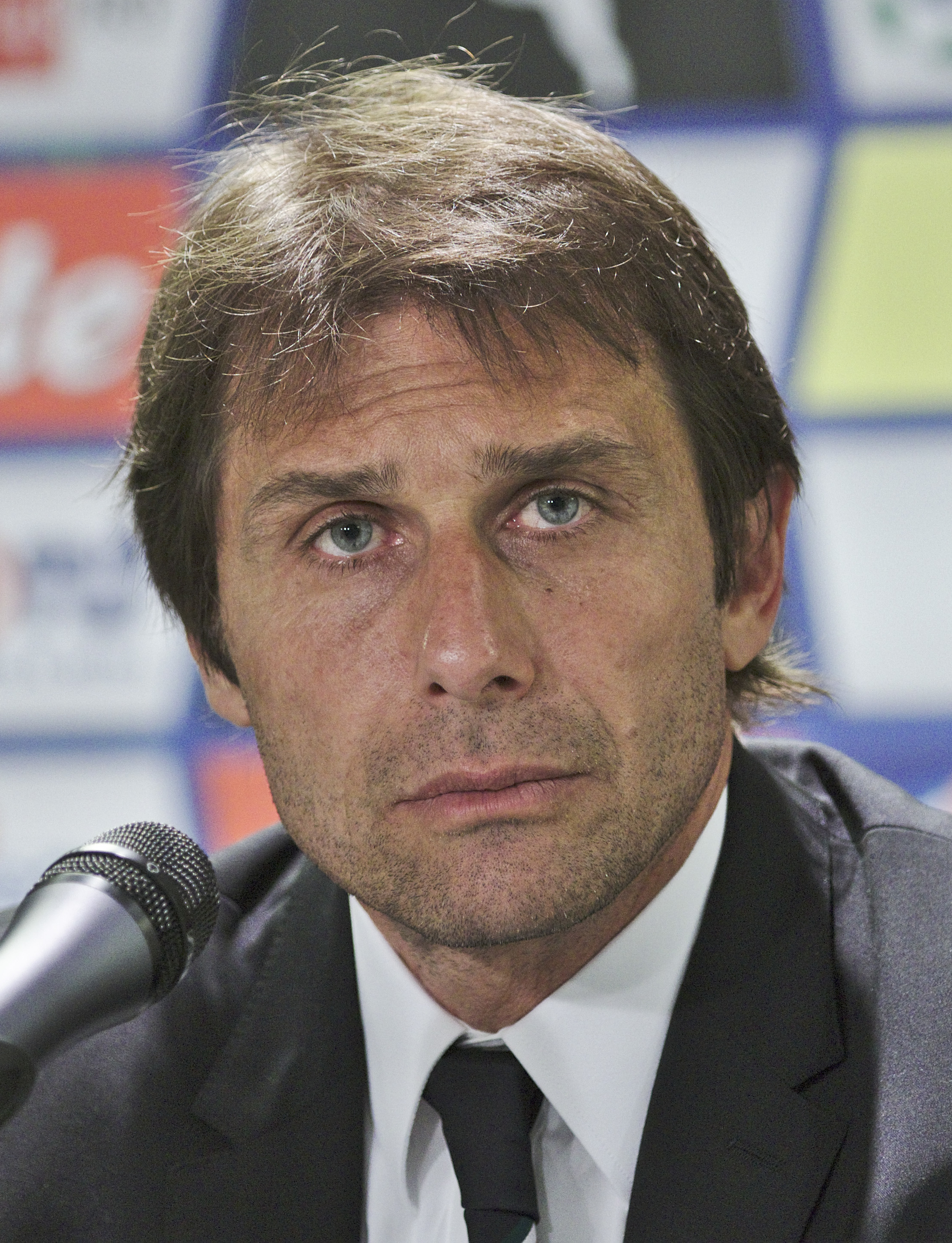
Antonio Conte, alla prima stagione all'Inter, conduce la squadra al secondo posto in campionato e a una finale europea dopo dieci anni.

A cavallo tra la fine del girone d'andata e l'inizio di quello di ritorno, la squadra incappa in qualche pareggio di troppo che ne rallenta la marcia e le fa perdere la testa della classifica. Tuttavia, traendo giovamento da alcuni passi falsi della Juventus, l'Inter riesce prontamente a ritrovare la vetta in coabitazione con i piemontesi, vincendo in rimonta un pirotecnico derby contro il Milan; per i nerazzurri si tratta del quarto successo consecutivo in campionato nella stracittadina, circostanza che non si verificava dal 1983. Nella giornata successiva, tuttavia, la sconfitta esterna contro la Lazio fa scivolare l'Inter al terzo posto, dietro proprio ai capitolini e ai torinesi. Nel frattempo il campionato deve fare i conti con la dilagante pandemia di COVID-19 che porta al rinvio di numerose gare, tra cui quelle dei nerazzurri contro la Sampdoria e la Juventus. La sconfitta nel big match di Torino con i bianconeri, recuperato a inizio marzo in una surreale atmosfera a porte chiuse, oltre a far perdere importante terreno in classifica agli uomini di Conte è anche l'ultima gara giocata prima della sospensione sine die della stagione calcistica nazionale. Alla ripresa dell'attività ufficiale dopo oltre tre mesi, l'Inter si trova opposta al Napoli per l'accesso alla finale di Coppa Italia: dopo aver eliminato nei turni precedenti Cagliari e Fiorentina, i nerazzurri non riescono a ribaltare la sconfitta interna maturata all'andata e devono interrompere il loro cammino nella coppa nazionale in semifinale.
Il ritorno in campionato, bagnato dalla vittoria nel recupero con la Sampdoria, è contrassegnato da risultati altalenanti: alla roboante vittoria con il Brescia, seguono la sconfitta interna col Bologna e il successivo pareggio esterno con il Verona, che sembrano spegnere definitivamente ogni velleità di tricolore. Nelle giornate seguenti, un rallentamento della Juventus e il calo vistoso della Lazio paiono riaprire delle speranze per l'Inter che si riprende il secondo posto solitario e riduce parzialmente il distacco dalla vetta; tuttavia ciò non è sufficiente a insidiare realisticamente il primato dei bianconeri che, con due turni di anticipo, si riconfermano scudettati per la nona volta consecutiva. In precedenza, il pareggio esterno contro la Roma a quattro turni dal termine era valso la qualificazione alla successiva edizione della Champions League, mentre all'ultima giornata, battendo in trasferta l'Atalanta, i nerazzurri certificano il secondo posto finale che mancava dal campionato 2010-11. I meneghini, che chiudono con la miglior difesa del torneo, eguagliano inoltre il punteggio raggiunto nel campionato 2009-10, quello dell'ultima affermazione tricolore.
Concluso il campionato, l'Inter riprende il percorso in Europa League, interrotto nel mese di febbraio dopo aver superato il Ludogorec nella doppia sfida dei sedicesimi di finale (4-1 complessivo). I nerazzurri, costretti a disputare i turni successivi in gara secca e in campo neutro su suolo tedesco a causa del cambio di format imposto dalla pandemia, eliminano in serie il Getafe agli ottavi (2-0), il Bayer Leverkusen ai quarti (2-1) e lo Šachtar in semifinale (5-0), raggiungendo l'ultimo atto della manifestazione a ventidue anni dall'ultima volta. Nella finale del 21 agosto, disputata al RheinEnergieStadion di Colonia, i meneghini vengono però sconfitti per 2-3 dal Siviglia.

## Divise e sponsor
Lo sponsor tecnico per la stagione 2019-2020 è Nike, mentre gli sponsor ufficiali sono il main sponsor Pirelli, il back sponsor Driver e i training kit sponsor Suning.com e Lenovo. La maglia home è ispirata alla away della stagione 1989-1990 per via di un inserto a strisce diagonali all'altezza del petto che si interseca con le classiche righe verticali nere e azzurre. La casacca presenta, inoltre, un colletto bianco con scollo a V e dei bordini bianchi sulle maniche. I pantaloncini sono neri mentre i calzettoni sono per metà azzurri e per metà neri, richiamando il collo del Biscione comparso nel logo societario durante gli anni 1980. La maglia away è color acquamarina e presenta un ricamo oro e nero intorno al collo a V e alle maniche. La divisa si completa con pantaloncini bianchi e calzettoni per metà verdi e per metà bianchi. La terza divisa è nera con inserti gialli e si ispira alla third della stagione 1997-1998, oltre che alla home della stagione 2009-2010 per il dettaglio del colletto a girocollo. Il logo Nike è nella versione vintage mentre i colori usati per il logo della Pirelli rimandano direttamente al mondo dell'automobilismo. Nella gara di campionato contro il Cagliari del 26 gennaio 2020, i giocatori sono scesi in campo con una maglia speciale per celebrare il Capodanno cinese. I nomi sono scritti in caratteri cinesi mentre i numeri sono realizzati con un pattern recante un particolare ideogramma, messaggio di buona fortuna, in diversi stili di calligrafia cinese. In occasione della 37ª giornata di Serie A contro il Napoli, i giocatori hanno indossato la maglia home della stagione 2020-2021. Nella giornata successiva contro l'Atalanta, hanno indossato anche la away della stessa annata.
| Casa | Casa (37ª Serie A) | Trasferta | Trasferta (38ª Serie A) | Terza divisa |

Per i portieri sono state messe a disposizione tre divise, tutte con lo stesso template, nelle varianti nero, giallo e grigio. In abbinamento alla terza divisa, sono state realizzate altre due divise, nelle colorazioni arancione-giallo e bianco-grigio. In occasione della 37ª giornata di Serie A contro il Napoli, ha esordito una delle divise da portiere della stagione 2020-2021. Un'altra ha debuttato nella partita successiva contro l'Atalanta.
| 1ª portiere | 1ª portiere (37ª Serie A) | 2ª portiere | 2ª portiere (38ª Serie A) | 3ª portiere | 4ª portiere | 5ª portiere |

## Organigramma societario
Area direttiva
- Presidente: Steven Zhang
- Vice Presidente: Javier Zanetti
- Consiglio di Amministrazione: Steven Zhang, Alessandro Antonello, Giuseppe Marotta, Ren Jun, Yang Yang, Mi Xin, Zhu Qing, Daniel Kar Keung Tseung, Tom Pitts
- Collegio sindacale. Sindaci effettivi: Luca Nicodemi, Giacomo Perrone, Alessandro Padula
- Amministratore delegato Corporate: Alessandro Antonello
- Amministratore delegato Sport: Giuseppe Marotta
- Chief Financial Officer: Tim Williams
- Chief Marketing Officer: Luca Danovaro
- Chief Commercial Officer: Jaime Colás Rubio

Area comunicazione
- Chief Communications Officer: Matteo Pedinotti
- Brand & Media Content Director: Luigi Filippo Ecuba
- Head of Information Systems: Riccardo Tinnirello
- Head of Press Office and Editorial Content: Leo Picchi
- Responsabile Rapporti con i Media ed Eventi di Comunicazione: Luigi Crippa
- Ufficio Stampa: Daria Nicoli, Andrea Dal Canton, Federica Sala
- Presidente Onorario Inter Club: Bedy Moratti
- Direttore Responsabile Inter TV: Roberto Scarpini

Area sportiva
- Direttore sportivo: Piero Ausilio
- Vice direttore sportivo: Dario Baccin
- First Team Technical Manager: Gabriele Oriali[66]
- Team Manager: Matteo Tagliacarne

Area tecnica
- Allenatore: Antonio Conte
- Vice allenatore: Cristian Stellini
- Collaboratori tecnici: Gianluca Conte, Paolo Vanoli
- Preparatori atletici: Antonio Pintus, Costantino Coratti, Julio Tous
- Preparatore dei portieri: Adriano Bonaiuti
- Nutrizionista: Matteo Pincella

Football analysis area
- Football analysis manager: Michele Salzarulo
- Fitness data analyst: Giuseppe Bellistri
- Technical-tactical analysts: Alessandro Davite, Giacomo Toninato

Area sanitaria
- Responsabile settore medico: Piero Volpi
- Medico sociale: Alessandro Corsini
- Medici prima squadra: Alessandro Quaglia, Luca Pulici
- Responsabile fisioterapia: Gian Nicola Bisciotti
- Coordinatore fisioterapisti: Marco Dellacasa
- Fisioterapisti: Leonardo Arici, Ramon Cavallin, Dario Fort, Andrea Galli
- Fisioterapista/osteopata: Andrea Veschi
- Riatletizzatore: Andrea Belli

## Rosa
Rosa e numerazione aggiornate al 5 febbraio 2020.
| N. |                        | Ruolo | Calciatore                       |
| -- | ---------------------- | ----- | -------------------------------- |
| 1  | Slovenia (bandiera)    | P     | Samir Handanovič (capitano)      |
| 2  | Uruguay (bandiera)     | D     | Diego Godín                      |
| 5  | Italia (bandiera)      | C     | Roberto Gagliardini              |
| 6  | Paesi Bassi (bandiera) | D     | Stefan de Vrij                   |
| 7  | Argentina (bandiera)   | A     | Mauro Icardi                     |
| 7  | Cile (bandiera)        | A     | Alexis Sánchez                   |
| 8  | Uruguay (bandiera)     | C     | Matías Vecino                    |
| 9  | Belgio (bandiera)      | A     | Romelu Lukaku                    |
| 10 | Argentina (bandiera)   | A     | Lautaro Martínez                 |
| 11 | Nigeria (bandiera)     | C     | Victor Moses                     |
| 12 | Italia (bandiera)      | C     | Stefano Sensi                    |
| 13 | Italia (bandiera)      | D     | Andrea Ranocchia (vice capitano) |
| 15 | Portogallo (bandiera)  | C     | João Mário                       |
| 15 | Inghilterra (bandiera) | C     | Ashley Young                     |
| 16 | Italia (bandiera)      | A     | Matteo Politano                  |
| 18 | Ghana (bandiera)       | C     | Kwadwo Asamoah                   |
| 19 | Austria (bandiera)     | C     | Valentino Lazaro                 |
| 20 | Spagna (bandiera)      | C     | Borja Valero                     |

| N. |                       | Ruolo | Calciatore          |
| -- | --------------------- | ----- | ------------------- |
| 21 | Italia (bandiera)     | D     | Federico Dimarco    |
| 23 | Italia (bandiera)     | C     | Nicolò Barella      |
| 24 | Danimarca (bandiera)  | C     | Christian Eriksen   |
| 27 | Italia (bandiera)     | P     | Daniele Padelli     |
| 29 | Brasile (bandiera)    | D     | Dalbert             |
| 30 | Italia (bandiera)     | A     | Sebastiano Esposito |
| 31 | Italia (bandiera)     | D     | Lorenzo Pirola      |
| 32 | Francia (bandiera)    | C     | Lucien Agoumé       |
| 33 | Italia (bandiera)     | D     | Danilo D'Ambrosio   |
| 34 | Italia (bandiera)     | C     | Cristiano Biraghi   |
| 35 | Serbia (bandiera)     | P     | Filip Stanković     |
| 37 | Slovacchia (bandiera) | D     | Milan Škriniar      |
| 39 | Italia (bandiera)     | A     | Edoardo Vergani     |
| 40 | Italia (bandiera)     | A     | Matias Fonseca      |
| 46 | Italia (bandiera)     | P     | Tommaso Berni       |
| 77 | Croazia (bandiera)    | C     | Marcelo Brozović    |
| 87 | Italia (bandiera)     | C     | Antonio Candreva    |
| 95 | Italia (bandiera)     | D     | Alessandro Bastoni  |

## Calciomercato

### Sessione estiva (dal 1º luglio al 2 settembre)
| Acquisti         | Acquisti           | Acquisti       | Acquisti                                                                                                   |
| R.               | Nome               | da             | Modalità                                                                                                   |
| ---------------- | ------------------ | -------------- | --- |
| P                | Ionuț Radu         | Genoa          | controriscatto del cartellino (12 milioni €)                                                               |
| D                | Alessandro Bastoni | Parma          | fine prestito                                                                                              |
| D                | Federico Dimarco   | Parma          | fine prestito                                                                                              |
| D                | Diego Godín        |                | svincolato                                                                                                 |
| C                | Nicolò Barella     | Cagliari       | prestito (12 milioni €) con obbligo di riscatto (25 milioni € più bonus fino ad un massimo di 8 milioni €) |
| C                | Cristiano Biraghi  | Fiorentina     | prestito con diritto di riscatto (12 milioni €)                                                            |
| C                | Valentino Lazaro   | Hertha Berlino | definitivo (22 milioni €)                                                                                  |
| C                | Stefano Sensi      | Sassuolo       | prestito (5 milioni €) con diritto di riscatto (20 milioni €)                                              |
| A                | Yann Karamoh       | Bordeaux       | fine prestito                                                                                              |
| A                | Romelu Lukaku      | Manchester Utd | definitivo (65 milioni € più 13 milioni € di bonus)                                                        |
| A                | Matteo Politano    | Sassuolo       | riscatto del cartellino (20 milioni €)                                                                     |
| A                | Andrea Pinamonti   | Frosinone      | fine prestito                                                                                              |
| A                | Alexis Sánchez     | Manchester Utd | prestito                                                                                                   |
| Altre operazioni |                    |                | |
| R.               | Nome               | da             | Modalità                                                                                                   |
| P                | Gabriel Brazão     | Parma          | definitivo (6,5 milioni €)                                                                                 |
| D                | Andreaw Gravillon  | Pescara        | fine prestito                                                                                              |
| D                | Marco Sala         | Arezzo         | fine prestito                                                                                              |
| C                | Lucien Agoumé      | Sochaux        | definitivo (4,5 milioni €)                                                                                 |
| C                | Tommaso Brignoli   | Rende          | fine prestito                                                                                              |
| A                | Samuele Longo      | Cremonese      | fine prestito                                                                                              |
| A                | George Pușcaș      | Palermo        | fine prestito                                                                                              |
| A                | Eddie Salcedo      | Genoa          | riscatto del cartellino (8 milioni €)                                                                      |

| Cessioni         | Cessioni            | Cessioni            | Cessioni                                                      |
| R.               | Nome                | a                   | Modalità                                                      |
| ---------------- | ------------------- | ------------------- | ------------------------------------------------------------- |
| P                | Raffaele Di Gennaro |                     | svincolato                                                    |
| P                | Ionuț Radu          | Genoa               | prestito                                                      |
| D                | Dalbert             | Fiorentina          | prestito                                                      |
| D                | Miranda             |                     | risoluzione consensuale                                       |
| D                | Cédric Soares       | Southampton         | fine prestito                                                 |
| D                | Zinho Vanheusden    | Standard Liegi      | definitivo (12,6 milioni €)                                   |
| D                | Šime Vrsaljko       | Atlético Madrid     | fine prestito                                                 |
| D                | Andreaw Gravillon   | Sassuolo            | prestito (1 milione €) con diritto di riscatto (9 milioni €)  |
| C                | Cristian Ansaldi    | Torino              | riscatto del cartellino (2,5 milioni €)                       |
| C                | João Mário          | Lokomotiv Mosca     | prestito con diritto di riscatto (18 milioni €)               |
| C                | Radja Nainggolan    | Cagliari            | prestito                                                      |
| C                | Ivan Perišić        | Bayern Monaco       | prestito (5 milioni €) con diritto di riscatto (20 milioni €) |
| A                | Mauro Icardi        | Paris Saint-Germain | prestito con diritto di riscatto (70 milioni €)               |
| A                | Yann Karamoh        | Parma               | prestito con obbligo di riscatto (8 milioni €)                |
| A                | Keita Baldé         | Monaco              | fine prestito                                                 |
| A                | Samuele Longo       | Deportivo La Coruña | prestito con obbligo di riscatto (1,5 milioni €)              |
| A                | Andrea Pinamonti    | Genoa               | prestito con obbligo di riscatto (18 milioni €)               |
| A                | George Pușcaș       | Reading             | definitivo (8 milioni €)                                      |
| Altre operazioni |                     |                     |                                                               |
| R.               | Nome                | a                   | Modalità                                                      |
| P                | Gabriel Brazão      | Albacete            | prestito                                                      |
| P                | Michele Di Gregorio | Pordenone           | prestito con diritto di riscatto e controriscatto             |
| P                | Marco Pissardo      | Arezzo              | definitivo                                                    |
| P                | Nicola Tintori      | Gozzano             | prestito                                                      |
| D                | Manuel Lombardoni   | Pro Patria          | definitivo                                                    |
| D                | Nicholas Rizzo      | Genoa               | definitivo (2,5 milioni €)                                    |
| D                | Marco Sala          | Sassuolo            | definitivo (5 milioni €)                                      |
| D                | Ryan Nolan          | Arezzo              | definitivo                                                    |
| C                | Tommaso Brignoli    | Pro Patria          | definitivo                                                    |
| C                | Xian Emmers         | Waasland-Beveren    | prestito con diritto di riscatto                              |
| C                | Lorenzo Gavioli     | Venezia             | prestito con diritto di riscatto e controriscatto             |
| C                | Marco Pompetti      | Sampdoria           | prestito con diritto di riscatto e controriscatto             |
| C                | Rigoberto Rivas     | Reggina             | prestito                                                      |
| A                | Andrea Adorante     | Parma               | definitivo (5 milioni €)                                      |
| A                | Facundo Colidio     | Sint-Truiden        | prestito                                                      |
| A                | Felice D'Amico      | Sampdoria           | prestito con obbligo di riscatto                              |
| A                | Rey Manaj           | Albacete            | riscatto del cartellino (2,5 milioni €)                       |
| A                | Davide Merola       | Empoli              | definitivo (500000 €)                                         |
| A                | Matteo Rover        | Südtirol            | prestito                                                      |
| A                | Eddie Salcedo       | Genoa               | prestito                                                      |
| A                | Vincenzo Tommasone  | Carpi               | prestito                                                      |

### Sessione invernale (dal 2 al 31 gennaio)
| Acquisti         | Acquisti          | Acquisti       | Acquisti                                        |
| R.               | Nome              | da             | Modalità                                        |
| ---------------- | ----------------- | -------------- | ----------------------------------------------- |
| C                | Christian Eriksen | Tottenham      | definitivo (27 milioni €)                       |
| C                | Victor Moses      | Chelsea        | prestito con diritto di riscatto (10 milioni €) |
| C                | Ashley Young      | Manchester Utd | definitivo (1,5 milioni €)                      |
| A                | Gabriel Barbosa   | Flamengo       | fine prestito                                   |
| Altre operazioni |                   |                |                                                 |
| R.               | Nome              | da             | Modalità                                        |
| D                | Emerson Espinoza  | Parma          | prestito                                        |
| C                | Marco Pompetti    | Sampdoria      | fine prestito                                   |
| A                | Martin Satriano   | Nacional       | definitivo                                      |

| Cessioni         | Cessioni         | Cessioni      | Cessioni                                                                                          |
| R.               | Nome             | a             | Modalità                                                                                          |
| ---------------- | ---------------- | ------------- | ------------------------------------------------------------------------------------------------- |
| D                | Federico Dimarco | Verona        | prestito con diritto di riscatto                                                                  |
| C                | Valentino Lazaro | Newcastle Utd | prestito (1,5 milioni €) con diritto di riscatto (23,5 milioni €)                                 |
| A                | Gabriel Barbosa  | Flamengo      | definitivo (17,4 milioni € più il 10% dell'eventuale rivendita)                                   |
| A                | Matteo Politano  | Napoli        | prestito biennale (2,5 milioni €) con obbligo di riscatto (19 milioni € più 2 milioni € di bonus) |
| Altre operazioni |                  |               |                                                                                                   |
| R.               | Nome             | a             | Modalità                                                                                          |
| C                | Marco Pompetti   | Pisa          | prestito con diritto di riscatto e contro-riscatto                                                |

## Risultati

### Serie A

#### Girone di andata
| Arbitro: | La Penna (Roma 1) |

|                                                |           |  |
| Brozović 21’ Sensi 24’ Lukaku 60’ Candreva 84’ | Marcatori |  |

| Arbitro: | Maresca (Napoli) |

|                |           |                                |
| João Pedro 50’ | Marcatori | 25’ Martínez 72’ (rig.) Lukaku |

| Arbitro: | Mariani (Aprilia) |

|           |           |  |
| Sensi 44’ | Marcatori |  |

| Arbitro: | Doveri (Roma 1) |

|  |           |                         |
|  | Marcatori | 49’ Brozović 78’ Lukaku |

| Arbitro: | Maresca (Napoli) |

|                |           |  |
| D'Ambrosio 23’ | Marcatori |  |

| Arbitro: | Calvarese (Teramo) |

|            |           |                                       |
| Jankto 55’ | Marcatori | 20’ Sensi 22’ Sánchez 61’ Gagliardini |

| Arbitro: | Rocchi (Firenze) |

|                     |           |                       |
| Martínez 18’ (rig.) | Marcatori | 4’ Dybala 80’ Higuaín |

| Arbitro: | Giacomelli (Trieste) |

|                                  |           |                                                |
| Berardi 16’ Đuričić 74’ Boga 82’ | Marcatori | 2’, 71’ (rig.) Martínez 38’, 45’ (rig.) Lukaku |

| Arbitro: | Chiffi (Padova) |

|                         |           |                          |
| Candreva 23’ Lukaku 51’ | Marcatori | 26’ Karamoh 30’ Gervinho |

| Arbitro: | Fabbri (Ravenna) |

|                     |           |                         |
| Škriniar 76’ (aut.) | Marcatori | 23’ Martínez 63’ Lukaku |

| Arbitro: | La Penna (Roma 1) |

|             |           |                          |
| Soriano 59’ | Marcatori | 75’, 90+2’ (rig.) Lukaku |

| Arbitro: | Valeri (Roma 2) |

|                        |           |                  |
| Vecino 65’ Barella 83’ | Marcatori | 19’ (rig.) Verre |

| Arbitro: | Maresca (Napoli) |

|  |           |                                     |
|  | Marcatori | 12’ Martínez 32’ De Vrij 55’ Lukaku |

| Arbitro: | Irrati (Pistoia) |

|                   |           |            |
| Martínez 16’, 41’ | Marcatori | 50’ Valoti |

| Milano 6 dicembre 2019, ore 20:45 CET 15ª giornata | Inter              | 0 – 0 referto | Roma | Stadio Giuseppe Meazza (67 008 spett.)\| Arbitro: \| Calvarese (Teramo) \| |
| Arbitro:                                           | Calvarese (Teramo) |               |      |                                                                            |

| Arbitro: | Mariani (Aprilia) |

|                |           |           |
| Vlahović 90+2’ | Marcatori | 8’ Valero |

| Arbitro: | Pairetto (Nichelino) |

|                                                     |           |  |
| Lukaku 31’, 71’ Gagliardini 33’ Esposito 64’ (rig.) | Marcatori |  |

| Arbitro: | Doveri (Roma 1) |

|           |           |                              |
| Milik 39’ | Marcatori | 14’, 33’ Lukaku 62’ Martínez |

| Arbitro: | Rocchi (Firenze) |

|             |           |            |
| Martínez 4’ | Marcatori | 75’ Gosens |

#### Girone di ritorno
| Arbitro: | Giacomelli (Trieste) |

|             |           |             |
| Mancosu 77’ | Marcatori | 72’ Bastoni |

| Arbitro: | Manganiello (Pinerolo) |

|              |           |                |
| Martínez 29’ | Marcatori | 78’ Nainggolan |

| Arbitro: | Di Bello (Brindisi) |

|  |           |                        |
|  | Marcatori | 64’, 71’ (rig.) Lukaku |

| Arbitro: | Maresca (Napoli) |

|                                                  |           |                             |
| Brozović 51’ Vecino 54’ De Vrij 70’ Lukaku 90+3’ | Marcatori | 40’ Rebić 45+1’ Ibrahimović |

| Arbitro: | Rocchi (Firenze) |

|                                          |           |           |
| Immobile 50’ (rig.) Milinković-Savić 69’ | Marcatori | 44’ Young |

| Arbitro: | Mariani (Aprilia) |

|                         |           |             |
| Lukaku 10’ Martínez 33’ | Marcatori | 53’ Thorsby |

| Arbitro: | Guida (Torre Annunziata) |

|                       |           |  |
| Ramsey 55’ Dybala 67’ | Marcatori |  |

| Arbitro: | Massa (Imperia) |

|                                            |           |                                          |
| Lukaku 41’ (rig.) Biraghi 45+1’ Valero 86’ | Marcatori | 4’ Caputo 81’ (rig.) Berardi 89’ Magnani |

| Arbitro: | Maresca (Napoli) |

|              |           |                         |
| Gervinho 15’ | Marcatori | 84’ De Vrij 87’ Bastoni |

| Arbitro: | Manganiello (Pinerolo) |

|                                                                                     |           |  |
| Young 5’ Sánchez 20’ (rig.) D'Ambrosio 45’ Gagliardini 53’ Eriksen 83’ Candreva 88’ | Marcatori |  |

| Arbitro: | Pairetto (Nichelino) |

|            |           |                       |
| Lukaku 22’ | Marcatori | 74’ Juwara 80’ Barrow |

| Arbitro: | Irrati (Pistoia) |

|                       |           |                                 |
| Lazović 2’ Veloso 86’ | Marcatori | 49’ Candreva 55’ (aut.) Dimarco |

| Arbitro: | Massa (Imperia) |

|                                  |           |             |
| Young 49’ Godín 51’ Martínez 61’ | Marcatori | 17’ Belotti |

| Arbitro: | Giua (Olbia) |

|  |           |                                                      |
|  | Marcatori | 37’ Candreva 55’ Biraghi 60’ Sánchez 73’ Gagliardini |

| Arbitro: | Di Bello (Brindisi) |

|                                 |           |                               |
| Spinazzola 45+1’ Mxit'aryan 57’ | Marcatori | 15’ De Vrij 88’ (rig.) Lukaku |

| Milano 22 luglio 2020, ore 21:45 CEST 35ª giornata | Inter                | 0 – 0 referto | Fiorentina | Stadio Giuseppe Meazza (0 spett.)\| Arbitro: \| Giacomelli (Trieste) \| |
| Arbitro:                                           | Giacomelli (Trieste) |               |            |                                                                         |

| Arbitro: | Massa (Imperia) |

|  |           |                               |
|  | Marcatori | 34’, 90+3’ Lukaku 83’ Sánchez |

| Arbitro: | Valeri (Roma 2) |

|                             |           |  |
| D'Ambrosio 11’ Martínez 74’ | Marcatori |  |

| Arbitro: | Giacomelli (Trieste) |

|  |           |                         |
|  | Marcatori | 1’ D'Ambrosio 20’ Young |

### Coppa Italia

#### Fase finale
| Arbitro: | Chiffi (Padova) |

|                                         |           |           |
| Lukaku 1’, 49’ Valero 22’ Ranocchia 81’ | Marcatori | 73’ Oliva |

| Arbitro: | Doveri (Roma 1) |

|                          |           |             |
| Candreva 44’ Barella 67’ | Marcatori | 60’ Cáceres |

| Arbitro: | Calvarese (Teramo) |

|  |           |          |
|  | Marcatori | 57’ Ruiz |

| Arbitro: | Rocchi (Firenze) |

|             |           |            |
| Mertens 41’ | Marcatori | 2’ Eriksen |

### UEFA Champions League

#### Fase a gironi
| Arbitro: | Buquet |

|               |           |              |
| Barella 90+2’ | Marcatori | 63’ Olayinka |

| Arbitro: | Skomina |

|                 |           |             |
| Suárez 58’, 84’ | Marcatori | 3’ Martínez |

| Arbitro: | Taylor |

|                           |           |  |
| Martínez 22’ Candreva 89’ | Marcatori |  |

| Arbitro: | Makkelie |

|                            |           |                        |
| Hakimi 51’, 77’ Brandt 64’ | Marcatori | 5’ Martínez 40’ Vecino |

| Arbitro: | Marciniak |

|                   |           |                              |
| Souček 37’ (rig.) | Marcatori | 19’, 88’ Martínez 81’ Lukaku |

| Arbitro: | Kuipers |

|            |           |                    |
| Lukaku 44’ | Marcatori | 23’ Pérez 86’ Fati |

### UEFA Europa League

#### Fase a eliminazione diretta
| Arbitro: | Del Cerro Grande |

|  |           |                                 |
|  | Marcatori | 71’ Eriksen 90+5’ (rig.) Lukaku |

| Arbitro: | Siebert |

|                          |           |           |
| Biraghi 32’ Lukaku 45+4’ | Marcatori | 26’ Cauly |

| Arbitro: | Taylor |

|                        |           |  |
| Lukaku 33’ Eriksen 83’ | Marcatori |  |

| Arbitro: | Del Cerro Grande |

|                        |           |             |
| Barella 15’ Lukaku 21’ | Marcatori | 25’ Havertz |

| Arbitro: | Marciniak |

|                                                  |           |  |
| Martínez 19’, 74’ D'Ambrosio 64’ Lukaku 78’, 84’ | Marcatori |  |

| Arbitro: | Makkelie |

|                                    |           |                            |
| de Jong 12’, 33’ Lukaku 74’ (aut.) | Marcatori | 5’ (rig.) Lukaku 36’ Godín |

## Statistiche
Statistiche aggiornate al 21 agosto 2020.

### Statistiche di squadra
| Competizione     | Punti | In casa | In casa | In casa | In casa | In casa | In casa | In trasferta | In trasferta | In trasferta | In trasferta | In trasferta | In trasferta | In campo neutro | In campo neutro | In campo neutro | In campo neutro | In campo neutro | In campo neutro | Totale | Totale | Totale | Totale | Totale | Totale | DR |
| Competizione     | Punti | G       | V       | N       | P       | Gf      | Gs      | G            | V            | N            | P            | Gf           | Gs           | G               | V               | N               | P               | Gf              | Gs              | G      | V      | N      | P      | Gf     | Gs     | DR |
| ---------------- | ----- | ------- | ------- | ------- | ------- | ------- | ------- | ------------ | ------------ | ------------ | ------------ | ------------ | ------------ | --------------- | --------------- | --------------- | --------------- | --------------- | --------------- | ------ | ------ | ------ | ------ | ------ | ------ | -- |
| Serie A          | 82    | 19      | 11      | 6       | 2       | 40      | 17      | 19           | 13           | 4            | 2            | 41           | 19           | 0               | 0               | 0               | 0               | 0               | 0               | 38     | 24     | 10     | 4      | 81     | 36     | 45 |
| Coppa Italia     | -     | 3       | 2       | 0       | 1       | 6       | 3       | 1            | 0            | 1            | 0            | 1            | 1            | 0               | 0               | 0               | 0               | 0               | 0               | 4      | 2      | 1      | 1      | 7      | 4      | 3  |
| Champions League | 7     | 3       | 1       | 1       | 1       | 4       | 3       | 3            | 1            | 0            | 2            | 6            | 6            | 0               | 0               | 0               | 0               | 0               | 0               | 6      | 2      | 1      | 3      | 10     | 9      | 1  |
| Europa League    | -     | 1       | 1       | 0       | 0       | 2       | 1       | 1            | 1            | 0            | 0            | 2            | 0            | 4               | 3               | 0               | 1               | 11              | 4               | 6      | 5      | 0      | 1      | 15     | 5      | 10 |
| Totale           | -     | 26      | 15      | 7       | 4       | 52      | 24      | 24           | 15           | 5            | 4            | 50           | 26           | 4               | 3               | 0               | 1               | 11              | 4               | 54     | 33     | 12     | 9      | 113    | 54     | 59 |

### Andamento in campionato
| Giornata  | 1 | 2 | 3 | 4 | 5 | 6 | 7 | 8 | 9 | 10 | 11 | 12 | 13 | 14 | 15 | 16 | 17 | 18 | 19 | 20 | 21 | 22 | 23 | 24 | 25 | 26 | 27 | 28 | 29 | 30 | 31 | 32 | 33 | 34 | 35 | 36 | 37 | 38 |
| --------- | - | - | - | - | - | - | - | - | - | -- | -- | -- | -- | -- | -- | -- | -- | -- | -- | -- | -- | -- | -- | -- | -- | -- | -- | -- | -- | -- | -- | -- | -- | -- | -- | -- | -- | -- |
| Luogo     | C | T | C | T | C | T | C | T | C | T  | T  | C  | T  | C  | C  | T  | C  | T  | C  | T  | C  | T  | C  | T  | C  | T  | C  | T  | C  | C  | T  | C  | T  | T  | C  | T  | C  | T  |
| Risultato | V | V | V | V | V | V | P | V | N | V  | V  | V  | V  | V  | N  | N  | V  | V  | N  | N  | N  | V  | V  | P  | V  | P  | N  | V  | V  | P  | N  | V  | V  | N  | N  | V  | V  | V  |
| Posizione | 1 | 1 | 1 | 1 | 1 | 1 | 2 | 2 | 2 | 2  | 2  | 2  | 2  | 1  | 1  | 1  | 1  | 1  | 2  | 2  | 2  | 2  | 1  | 3  | 3  | 3  | 3  | 3  | 3  | 3  | 4  | 2  | 2  | 2  | 3  | 2  | 2  | 2  |

Fonte:  Serie A – Classifica, su legaseriea.it.
Legenda:

Luogo: C = Casa; T = Trasferta. Risultato: V = Vittoria; N = Pareggio; P = Sconfitta.

### Statistiche dei giocatori
Sono in corsivo i calciatori che hanno lasciato la società a stagione in corso.
| Giocatore      | Serie A  | Serie A | Serie A     | Serie A    | Coppa Italia | Coppa Italia | Coppa Italia | Coppa Italia | Champions League | Champions League | Champions League | Champions League | Europa League | Europa League | Europa League | Europa League | Totale   | Totale | Totale      | Totale     |
| Giocatore      | Presenze | Reti    | Ammonizioni | Espulsioni | Presenze     | Reti         | Ammonizioni  | Espulsioni   | Presenze         | Reti             | Ammonizioni      | Espulsioni       | Presenze      | Reti          | Ammonizioni   | Espulsioni    | Presenze | Reti   | Ammonizioni | Espulsioni |
| -------------- | -------- | ------- | ----------- | ---------- | ------------ | ------------ | ------------ | ------------ | ---------------- | ---------------- | ---------------- | ---------------- | ------------- | ------------- | ------------- | ------------- | -------- | ------ | ----------- | ---------- |
| L. Agoumé      | 3        | 0       | 1           | 0          | 0            | 0            | 0            | 0            | -                | -                | -                | -                | -             | -             | -             | -             | 3        | 0      | 1           | 0          |
| K. Asamoah     | 8        | 0       | 1           | 0          | 0            | 0            | 0            | 0            | 3                | 0                | 1                | 0                | -             | -             | -             | -             | 11       | 0      | 2           | 0          |
| N. Barella     | 27       | 1       | 11          | 0          | 4            | 1            | 0            | 0            | 4                | 1                | 2                | 0                | 6             | 1             | 2             | 0             | 41       | 4      | 15          | 0          |
| A. Bastoni     | 25       | 2       | 9           | 1          | 3            | 0            | 0            | 0            | 0                | 0                | 0                | 0                | 5             | 0             | 1             | 0             | 33       | 2      | 10          | 1          |
| T. Berni       | 0        | 0       | 0           | 2          | 0            | 0            | 0            | 0            | -                | -                | -                | -                | -             | -             | -             | -             | 0        | 0      | 0           | 2          |
| C. Biraghi     | 26       | 2       | 3           | 0          | 3            | 0            | 0            | 0            | 4                | 0                | 1                | 0                | 4             | 1             | 0             | 0             | 37       | 3      | 4           | 0          |
| M. Brozović    | 32       | 3       | 9           | 0          | 3            | 0            | 0            | 0            | 6                | 0                | 1                | 0                | 5             | 0             | 0             | 0             | 46       | 3      | 10          | 0          |
| A. Candreva    | 32       | 5       | 5           | 0          | 2            | 1            | 0            | 0            | 5                | 1                | 2                | 0                | 1             | 0             | 0             | 0             | 40       | 7      | 7           | 0          |
| Dalbert        | 0        | 0       | 0           | 0          | 0            | 0            | 0            | 0            | -                | -                | -                | -                | -             | -             | -             | -             | 0        | 0      | 0           | 0          |
| D. D'Ambrosio  | 22       | 4       | 6           | 0          | 1            | 0            | 0            | 0            | 3                | 0                | 0                | 0                | 6             | 1             | 2             | 0             | 32       | 5      | 8           | 0          |
| F. Dimarco     | 3        | 0       | 0           | 0          | 1            | 0            | 0            | 0            | 0                | 0                | 0                | 0                | -             | -             | -             | -             | 4        | 0      | 0           | 0          |
| S. De Vrij     | 34       | 4       | 5           | 0          | 2            | 0            | 1            | 0            | 6                | 0                | 1                | 0                | 4             | 0             | 0             | 0             | 46       | 4      | 7           | 0          |
| C. Eriksen     | 17       | 1       | 0           | 0          | 3            | 1            | 0            | 0            | -                | -                | -                | -                | 6             | 2             | 1             | 0             | 26       | 4      | 1           | 0          |
| S. Esposito    | 7        | 1       | 2           | 0          | 2            | 0            | 0            | 0            | 3                | 0                | 0                | 0                | 2             | 0             | 0             | 0             | 14       | 1      | 2           | 0          |
| R. Gagliardini | 24       | 4       | 5           | 0          | 0            | 0            | 0            | 0            | 4                | 0                | 0                | 0                | 4             | 0             | 1             | 0             | 32       | 4      | 6           | 0          |
| D. Godín       | 23       | 1       | 5           | 0          | 2            | 0            | 1            | 0            | 5                | 0                | 2                | 0                | 6             | 1             | 0             | 0             | 36       | 2      | 8           | 0          |
| S. Handanovič  | 35       | -32     | 2           | 0          | 3            | -3           | 0            | 0            | 6                | -9               | 0                | 0                | 4             | -4            | 0             | 0             | 48       | -48    | 2           | 0          |
| M. Icardi      | 0        | 0       | 0           | 0          | 0            | 0            | 0            | 0            | -                | -                | -                | -                | -             | -             | -             | -             | 0        | 0      | 0           | 0          |
| V. Lazaro      | 6        | 0       | 2           | 0          | 1            | 0            | 0            | 0            | 4                | 0                | 0                | 0                | -             | -             | -             | -             | 11       | 0      | 2           | 0          |
| R. Lukaku      | 36       | 23      | 2           | 0          | 4            | 2            | 0            | 0            | 5                | 2                | 0                | 0                | 6             | 7             | 0             | 0             | 51       | 34     | 2           | 0          |
| J. Mario       | 0        | 0       | 0           | 0          | 0            | 0            | 0            | 0            | -                | -                | -                | -                | -             | -             | -             | -             | 0        | 0      | 0           | 0          |
| L. Martínez    | 35       | 14      | 8           | 1          | 3            | 0            | 0            | 0            | 6                | 5                | 2                | 0                | 5             | 2             | 1             | 0             | 49       | 21     | 11          | 1          |
| V. Moses       | 12       | 0       | 1           | 0          | 3            | 0            | 0            | 0            | -                | -                | -                | -                | 5             | 0             | 0             | 0             | 20       | 0      | 1           | 0          |
| D. Padelli     | 3        | -4      | 0           | 1          | 1            | -1           | 0            | 0            | 0                | 0                | 0                | 0                | 2             | -1            | 0             | 0             | 6        | -6     | 0           | 1          |
| L. Pirola      | 1        | 0       | 0           | 0          | 0            | 0            | 0            | 0            | -                | -                | -                | -                | -             | -             | -             | -             | 1        | 0      | 0           | 0          |
| M. Politano    | 11       | 0       | 0           | 0          | 0            | 0            | 0            | 0            | 4                | 0                | 1                | 0                | -             | -             | -             | -             | 15       | 0      | 1           | 0          |
| A. Ranocchia   | 7        | 0       | 3           | 0          | 3            | 1            | 0            | 0            | 0                | 0                | 0                | 0                | 2             | 0             | 0             | 0             | 12       | 1      | 3           | 0          |
| A. Sánchez     | 22       | 4       | 4           | 1          | 4            | 0            | 0            | 0            | 1                | 0                | 1                | 0                | 5             | 0             | 0             | 0             | 32       | 4      | 5           | 1          |
| S. Sensi       | 12       | 3       | 2           | 0          | 3            | 0            | 1            | 0            | 3                | 0                | 0                | 0                | 1             | 0             | 0             | 0             | 19       | 3      | 3           | 0          |
| M. Škriniar    | 32       | 0       | 9           | 1          | 3            | 0            | 1            | 0            | 6                | 0                | 1                | 0                | 1             | 0             | 0             | 0             | 42       | 0      | 11          | 1          |
| B. Valero      | 19       | 2       | 4           | 0          | 1            | 1            | 0            | 0            | 3                | 0                | 1                | 0                | 2             | 0             | 0             | 0             | 25       | 3      | 5           | 0          |
| M. Vecino      | 20       | 2       | 4           | 0          | 1            | 0            | 0            | 0            | 3                | 1                | 1                | 0                | 1             | 0             | 0             | 0             | 25       | 3      | 5           | 0          |
| A. Young       | 18       | 4       | 1           | 0          | 2            | 0            | 1            | 0            | -                | -                | -                | -                | 5             | 0             | 0             | 0             | 25       | 4      | 2           | 0          |

## Giovanili

### Organigramma
Area direttiva
- Direttore: Roberto Samaden
- Responsabile Tecnico: Daniele Bernazzani
- Responsabile Scouting Italia: Giuseppe Giavardi
- Responsabile Medico: Marco Galli
- Responsabile Preparatori Atletici: Roberto Niccolai
- Responsabile Preparatori dei Portieri: Paolo Orlandoni
- Responsabile Tecnico Attività di Base: Giuliano Rusca
- Responsabile Organizzativo Attività di Base: Rachele Stucchi
- Coordinatore Tecnico Attività di Base: Paolo Migliavacca

Area tecnica
- Allenatore Primavera: Armando Madonna
- Allenatore Under-18: Andrea Zanchetta
- Allenatore Under-17: Cristian Chivu
- Allenatore Under-16: Gabriele Bonacina
- Allenatore Under-15: Paolo Annoni

### Piazzamenti

#### Primavera
- Campionato: non terminato[153]
- Coppa Italia: ottavi di finale
- UEFA Youth League:[154] quarti di finale[155]

#### Under-18
- Campionato: non terminato[153]

#### Under-17
- Campionato: non terminato[153]

#### Under-16
- Campionato: non terminato[153]

#### Under-15
- Campionato: non terminato[153]